# Ліризм
Ліри́зм — пафосно-стильова ознака (емоційність, сердечність, схвильованість) естетичного сприйняття дійсності, найбільш притаманна ліричним творам, менше — епічним та драматичним, спостерігається в есе, мемуарах, щоденниках, нарисах тощо.
Ліризм в загальному значенні — піднесено емоційне переживання будь-якої події чи явища.